# Lilly Hansson
Lilly Elvira Hansson, född 29 juni 1927 i Vännäs, Västerbottens län, död 16 mars 2019 i Umeå, var en svensk sjukvårdare, socialdemokratisk riksdagsledamot och landshövding i Kopparbergs län 1986–1992.
Lilly Hansson utbildade sig inom psykiatrisk vård 1956–1958, hon var anställd vid Umedalens sjukhus 1944–1970. Åren 1971–1986 var hon riksdagsledamot för socialdemokraterna, invald i Västerbottens läns valkrets. Lilly Hansson tilldelades Hans Majestät Konungens medalj i 12:e storleken med Serafimerordens band 2000.
Lilly Hansson är gravsatt i askgravlunden på Backens kyrkogård i Umeå.